# Constantin Steingaden
Constantin Steingaden (* 21. August 1618 in Wangen im Allgäu; † 6. März 1675 in Konstanz) war ein deutscher Franziskaner-Minorit und Kirchenmusiker.

## Leben
Ab 1631 besuchte Constantin Steingaden das Kolleg der Jesuiten in Luzern, anschließend trat er den Franziskaner-Minoriten bei. 1644 wirkte er als Orgelexperte in Engelberg (Zentralschweiz). Später versah er das Amt des fürstbischöflichen Kapellmeisters am Konstanzer Münster, möglicherweise bis zu seinem Tode. Auf jeden Fall war er im Jahre 1666, als seine bis heute erhaltenen Publikationen erschienen, noch Kapellmeister an der Domkirche. Bei diesen Publikationen handelt es sich um die Flores hyemnales prompti ex horto a 3, 4 vocibus, cum 2 violinis, mottetis, missis, sonatis & vesperis op. 4 (Konstanz 1666) und die Messe concertate für vier und fünf Stimmen mit Instrumentalbegleitung (Innsbruck 1666). Es sind außerdem zwei weitere Messen überliefert sowie drei Motetten für vier bis sechs Stimmen, zum Teil mit vorgesehener Begleitung durch Streichinstrumente.
Steingadens Messvertonungen sind unprätentiös und dem liturgischen Zweck stets angemessen. Der Text ist nie gekürzt, ein moderater Gebrauch von Melismen sichert eine gute Textverständlichkeit. Dementsprechend fällt auch die Instrumentalbegleitung moderat aus: Manchmal werden nur zwei Violinen vorgeschrieben. In konzertanten Passagen vermied Steingaden allzu häufigen Wechsel zwischen Interpretengruppen, und in Sätzen mit langen Texten bleibt die Stimmenaufteilung zumindest innerhalb jedes einzelnen Verses dieselbe. Stilistisch sind Steingadens Messen eine Mischung alter und neuer Elemente: Einerseits wird expressiven melodischen Linien weiter Raum gegeben, und es gibt auch viele Solopassagen; andererseits finden sich oftmals noch modale Wendungen.

## Aufnahmen/Tonträger
- Missa „Viva Mörspurg“ und eine Sonata a 5, interpretiert von den Ensembles cantus et musica freiburg und Parnassi musici, Dirigent: Raimund Hug, auf der CD Konstanzer Kathedralmusik des 16. und 17. Jahrhunderts des Labels Spektral (SRL4-09062), erschienen 2009